# Luis Prieto (director)
Luis Prieto (nacido el 10 de julio de 1970) es un director de cine y guionista de origen español .

## Primeros años de vida
Prieto nació en Madrid, España . Estudió economía y fotografía en España y cine en el California Institute of the Arts en Los Ángeles donde se graduó en 1994 con honores en la Escuela de Cine y Vídeo.

## Carrera

### Inicios
De 1994 a 1999, Prieto vivió en Seattle, San Francisco y Los Ángeles, donde trabajó como editor de cortometrajes, comerciales y documentales, incluido The Night Voice, nominado al Premio de la Academia Estudiantil en 1994.
En 2001, Prieto dirigió el cortometraje Bamboleho, que ganó más de 45 premios internacionales, incluido el de Mejor Cortometraje en la primera edición del Festival de Cine de Tribeca de Robert De Niro,  Mención Especial del Jurado en el Festival de Cine de Venecia de 2001  y una nominación a los Goyas.
Condon Express, la película con la que Prieto debutó como director, se filmó en 2004 en Buenos Aires, Argentina. La productora del filme, Alquimia Cinema, se declaró en quiebra poco después del rodaje, y la película se terminó diez años después, en 2014.

## Otros proyectos
En 1999, Prieto trabajó como videoartista para el músico Peter Gabriel en Real World Studios, Box, Inglaterra.

## Filmografía

### Películas
| Año  | Título                          | Director | Escritor | Productor | Notas          |
| ---- | ------------------------------- | -------- | -------- | --------- | -------------- |
| 2001 | Bamboleho                       | Sí       | Sí       | No        | también editor |
| 2003 | mariposas de fuego              | Sí       | Sí       | Executive |                |
| 2005 | Condón Express                  | Sí       | Sí       | No        |                |
| 2007 | Ho voglia di te                 | Sí       | No       | No        |                |
| 2009 | Meno male che ci sei            | Sí       | No       | No        |                |
| 2012 | Pusher                          | Sí       | No       | No        |                |
| 2017 | The Disunited States of America | Sí       | Sí       | Sí        | Documental     |
| 2017 | Secuestrado                     | Sí       | No       | No        |                |
| 2022 | Shattered                       | Sí       | No       | Sí        |                |
| 2024 | Estación Rocafort               | Sí       | Sí       |           | [ 3 ]          |

| Año  | Título                  | Notas |
| ---- | ----------------------- | --- |
| 2010 | Il Signore Della Truffa | Director |
| 2014 | Z Nación                | Director (episodios "Philly Feast", "Home Sweet Zombie"; Ep 2 y 3, Temporada 1)                                                                                              |
| 2016 | StartUp                 | Director (episodios "Prueba de concepto", "Angel Investor", "Bootstrapped", "Valuación"; Ep 3, 4, 6 y 7, Temporada 1)                                                        |
| 2016 | Código negro            | Director (episodio "Demons and Angels"; Ep 4, Temporada 2) |
| 2018 | The Oath                | Director (episodios: "Allegiance", "Payback", "Betrayal" y "Snag"; Ep 3, 4, 5 y 6, Temporada 1)                                                                              |
| 2018 | Snatch                  | Director (episodios "Haymaker", "Good Work for Good Money", "Close Quarters", "Job Done"; Ep 4, 5, 9 y 10, Temporada 2)                                                      |
| 2020 | White Lines             | Director (episodios 3, 4 y 5) |
| 2022 | Vampire Academy         | Director (episodios "Death Watch", "Earth. Air. Water. Fire."; Ep 2 y 3, Temporada 1)                                                                                        |
| 2022 | Toda la Sangre          | Director (episodios: "El ejército azteca", "El agua hierve en furia", "El incendio del templo", "El ave y el espejo", "La espiga de fuego."; Ep 1, 2, 3, 4 y 5, Temporada 1) |
| 2023 | Honor                   | Director (episodios 1, 2, 3, 4 y 5, Temporada 1) |

### Entrevistas
- pov Número 17, marzo de 2004 Entrevista

## enlaces externos
- Luis Prieto en Internet Movie Database (en inglés).
- Official Website

- Datos: Q960762